# Francisco Bustelo
Francisco Bustelo García del Real (Madrid, 12 de enero de 1933) es un economista y político español, vinculado al socialismo democrático.

## Actividad política en la clandestinidad
Cursando Económicas en la Universidad Complutense de Madrid, se enfrenta a la dictadura franquista. En 1957, en unión de Mariano Rubio y Juan Manuel Kindelán, funda la Agrupación Socialista Universitaria (ASU), una organización estudiantil de inspiración socialista, que pronto se adhiere al PSOE. Colaborando en la clandestinidad con el comunista Jorge Semprún, es detenido e ingresa en la cárcel de Carabanchel.
Bustelo, al salir de la cárcel, viaja a París exiliado (1958-1965), donde se relaciona con dos figuras del PSOE en el exilio: Indalecio Prieto y Luis Jiménez de Asúa. Regresa a España, y en el estado de excepción de 1969 es deportado a Teruel con Fernando Álvarez de Miranda. Cuatro años después saca la cátedra de Historia Económica en Santiago y, ya como funcionario público, milita en la Agrupación Socialista Madrileña.
Asiste al Congreso de Suresnes donde, al igual que los demás delegados de la Agrupación Socialista Madrileña, vota en contra de la elección de Felipe González Márquez como primer secretario. No obstante, es elegido miembro de la Comisión Ejecutiva, de la que pronto dimitiría.

## Dirigente de Izquierda Socialista
En las elecciones del 15 de junio de 1977 fue elegido diputado por Pontevedra, y senador por Madrid en 1979. Bustelo formaría parte del grupo de socialistas «críticos» frente al personalismo y pragmatismo socialdemócrata de González, que obtuvieron una breve victoria en el Congreso de mayo de 1979, si bien el secretario general terminaría por imponer su liderazgo en el Congreso Extraordinario de septiembre de ese mismo año.
Ante esta tesitura se convierte, junto a Luis Gómez Llorente, Pablo Castellano y otros destacados militantes del ala izquierda, en uno de los fundadores de la corriente Izquierda Socialista. En 1979 vería la luz su libro Introducción al socialismo marxista.
Decepcionado con la deriva del partido, se mantendrá alejado de la política activa a partir de 1981, tras su elección como rector de la Universidad Complutense de Madrid, cargo en el que permanecería hasta 1983.

## Dirigente del Pasoc
En 1989 se afilia junto con Pablo Castellano al Partido de Acción Socialista (Pasoc), del que será elegido Vicepresidente en 1990, y consecuentemente a Izquierda Unida, pero descontento con la línea política de IU, también se marcha.

## Reingreso en el PSOE
En 2004 vuelve a afiliarse a su antiguo partido, el PSOE, como militante de base.

## Actividad parlamentaria
- Diputado de la Legislatura Constituyente (PSOE)
- Senador de la I Legislatura (PSOE)